# 尾丝钻柱兰
尾丝钻柱兰（学名：Pelatantheria bicuspidata）为兰科钻柱兰属下的一个种。

## 扩展阅读
- 維基物種上的相關：尾丝钻柱兰